# Silene karekirii
Silene karekirii là loài thực vật có hoa thuộc họ Cẩm chướng. Loài này được Bocquet miêu tả khoa học đầu tiên năm 1967.